# Dubhe
Dubhe (Alfa Velikoga medvjeda, α Ursae Majoris), druga po sjaju zvijezda u zviježđu Velikom medvjedu, prividne magnitude 1,79. Iz naših se krajeva vidi cijele godine. Udaljena je od Zemlje oko 123 svjetlosne godine i udaljava se radijalnom brzinom od –9 km/s. Višestruki je zvjezdani sustav koji čine zvijezde Dubhe A, Dubhe B i Dubhe C. Narančasti div Dubhe A mase je oko 4 puta veće od Sunčeve, promjera većeg oko 30 puta, sjaja većeg oko 316 puta, a površinska mu je temperatura oko 4660 K. Spektroskopski je otkriveno da je Dubhe B odmaknut je od zvijezde Dubhe A 23 astronomske jedinice, a Dubhe C 11 000 astronomskih jedinica. Satelitske zvijezde malo su veće mase od Sunčeve (oko 1,7 i 1,1), malo većega promjera (oko 1,3 i 1) i sjaja (15 i 1,5).
Zvijezde Dubhe i Merak služe kao markeri za pronalazak Sjevernjače. Petar Apijan je 1633. godine objasnio veoma jednostavan način kako se pomoću ove dvije zvijezde nalazi Sjevernjača. Naime, on savjetuje da se zamišljena linija koja spaja Dubhe i Merak produži pet puta na stranu Dubhe i stići će se do Sjevernjače. Pozicija samog sjevernog nebeskog pola je determinirana linijom koja spaja Sjevernjaču sa zvijezdom η UMa, prvom zvijezdom u rudi Velikih kola. Treba istaći da Veliki medvjed uvijek zauzima različite položaje u odnosu na Sjevernjaču u različitim satima u toku noći i da to važi za sva godišnja doba.
Dubhe je službena zvijezda države Utah. Prema članku u Salt Lakeu Tribune- u, 22. siječnja 1996. zvijezda Dubhe u Velikim Kolima proglašena je državnom stogodišnjom zvijezdom jer svjetlo koje zrači zvijezda treba 100 godina da dosegne nas i, naravno, 1996. je bila stogodišnjica Utaha. Dubheva 100-godišnja svjetlosna udaljenost znači da je 588 bilijuna kilometara od Zemlje.